# 1923 en Colombie-Britannique
Chronologie de la Colombie-Britannique
- 1919
- 1920
- 1921
- 1922
- 1923
- 1924
- 1925
- 1926
- 1927

Cette page concerne des événements qui se sont produits durant l'année 1923 dans la province canadienne de Colombie-Britannique.

## Politique
- Premier ministre : John Oliver.
- Chef de l'Opposition :  William John Bowser
- Lieutenant-gouverneur : Walter Cameron Nichol
- Législature :

## Événements

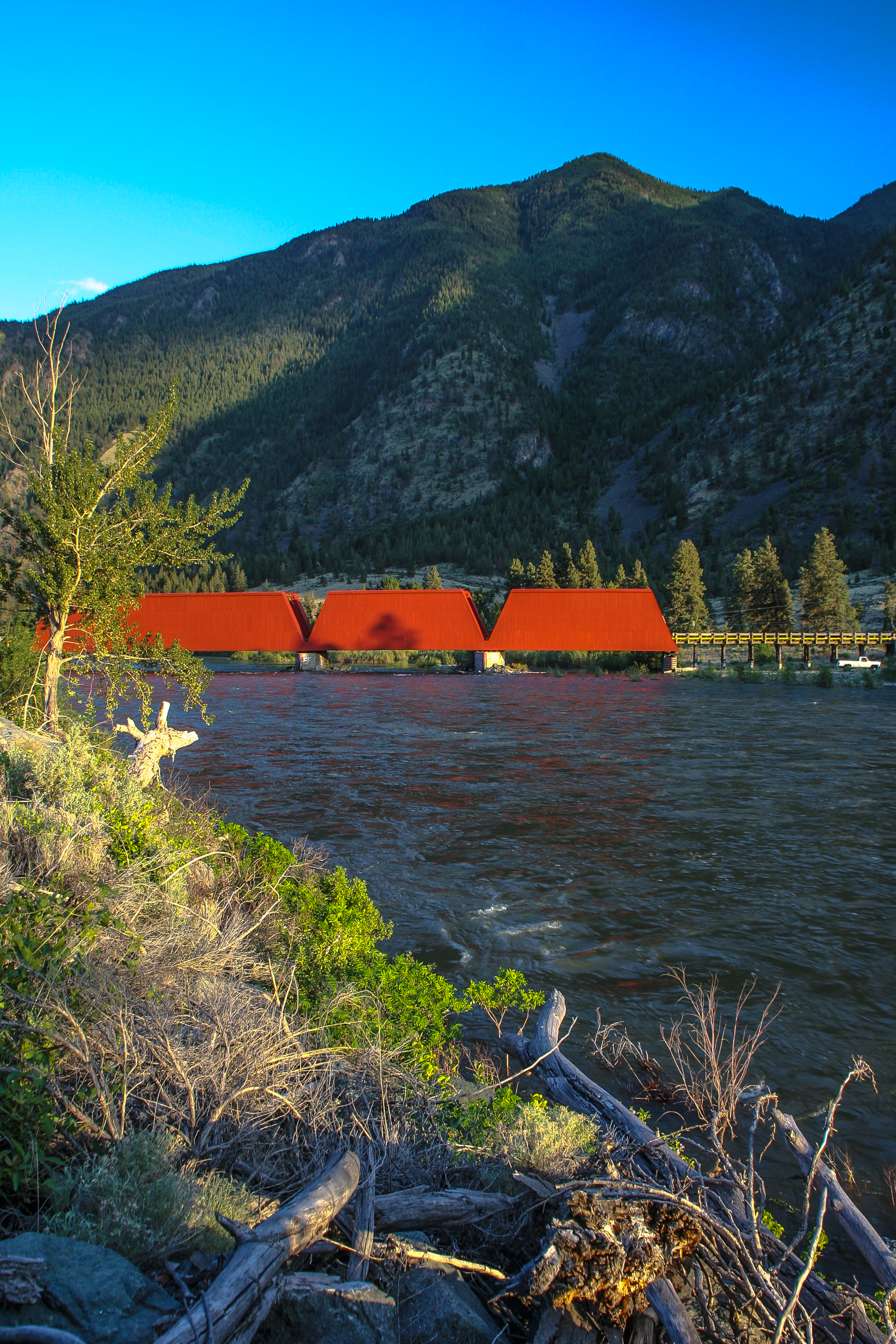

- Mise en service à Keremeos du  Ashnola River Road Bridge , pont ferroviaire couvert en bois de 121.90 mètres de longueur[1].
- 2 mars : le Canada signe seul le traité passé avec les États-Unis relativement aux pêcheries du Pacifique (Halibut Treaty). Le Canada obtient le droit d’organiser sa propre politique étrangère lors d’une conférence impériale.

## Naissances
- 17 février à Victoria : Norman Henry « Norm » Baker, décédé le 23 avril 1989, à Victoria, joueur canadien de basket-ball et de crosse. Il évolue durant sa carrière au poste de meneur. Il est intronisé au Panthéon des sports canadiens en 1978 et au Panthéon du basket-ball canadien en 1979.
- 17 juin : Larry Kwong (né Eng Kai Geong  à Vernon et mort le 15 mars 2018 à Calgary), joueur professionnel canadien de hockey sur glace devenu entraîneur.
- 2 septembre : David Lam, lieutenant-gouverneur de la Colombie-Britannique.

## Décès
- 2 mars : Joseph Martin, premier ministre de la Colombie-Britannique.
- 9 décembre : John Herbert Turner, premier ministre de la Colombie-Britannique.